# Tales from Topographic Oceans
Albums de Yes
Yessongs
(1973) Relayer
(1974)
Tales from Topographic Oceans est le sixième album studio du groupe britannique de rock progressif Yes, sorti le 14 décembre 1973 au Royaume-Uni et le 9 janvier 1974 aux États-Unis sur le label Atlantic Records. Il est produit par Eddy Offord et le groupe. C'est le premier album studio avec Alan White à la batterie, qui remplace Bill Bruford.
Il est considéré comme étant l'album du groupe le plus difficile d'accès, à cause principalement de la durée des chansons (18 à 22 minutes chacune) ainsi que de leur complexité. 
L'album se classe à la première place des charts britanniques et à la sixième place du Billboard 200 aux États-Unis.
La pochette de l'album est signée Roger Dean, qui travaille aux illustrations des albums du groupe depuis Fragile.

## Titres
D'une durée de plus de 81 minutes, il comprend quatre pièces réparties sur deux disques, chacune occupant une face de 33 tours.
Les paroles des quatre titres sont écrites par Jon Anderson et Steve Howe, tandis que la musique est créditée aux cinq membres du groupe.
L'inspiration est venue à Jon Anderson après la lecture du livre Autobiographie d'un yogi de Paramahansa Yogananda (1893–1952), qui traite du cheminement spirituel d'un des grands maîtres du XXe siècle. Jon est introduit aux écrits de Paramahansa Yogananda par Jamie Muir, alors batteur-percussionniste de King Crimson, lors de la réception de mariage de Bruford le 2 mars 1973. Anderson dira de sa rencontre avec Muir : « J'ai senti que je devais apprendre de lui, nous avons commencé à parler de méditation en musique - pas du type gourou mais de choses vraiment lourdes. » Pendant la production de l'album, Anderson discute avec Vera Stanley Alder, peintre et auteur de plusieurs livres sur la spiritualité qui ont une profonde influence sur Anderson, pour des clarifications sur ses interprétations des Écritures de Yogananda.

### Album original
| 1. | The Revealing Science of God (Dance of the Dawn) | 20:25 |

| 2. | The Remembering (High the Memory) | 20:38 |

| 3. | The Ancient (Giants Under the Sun) | 18:35 |

| 4. | Ritual (Nous sommes du soleil) | 21:37 |

### Réédition CD de 2003
| 1. | The Revealing Science of God (Dance of the Dawn) (avec une introduction de 2 minutes rétablie) | 22:22 |
| 2. | The Remembering (High the Memory)                                                              | 20:38 |
| 3. | The Ancient (Giants Under the Sun)                                                             | 18:35 |

| 1. | Ritual (Nous sommes du soleil)    | 21:37 |
| 2. | Dance of the Dawn (répétition)    | 23:35 |
| 3. | Giants Under the Sun (répétition) | 17:17 |

## Musiciens
- Jon Anderson : chant, guitare acoustique, percussions
- Steve Howe : guitare acoustique et électrique, sitar électrique Danelectro, chœurs
- Chris Squire : basse, chœurs
- Rick Wakeman : claviers
- Alan White : batterie, percussions

## Classements et certifications

### Classements
| Pays                           | Durée du classement | Meilleur classement | Date             |
| ------------------------------ | ------------------- | ------------------- | ---------------- |
| Allemagne (GfK Entertainment)  | 3 semaines          | 26e                 | 22 février 1974  |
| Australie (Go-Set Album Chart) | 10 semaines         | 12e                 | 30 mars 1974     |
| Canada (RPM)                   | 18 semaines         | 4e                  | 16 mars 1974     |
| États-Unis (Billboard 200)     | 27 semaines         | 6e                  | 9 mars 1974      |
| Italie (FIMI)                  | 5 semaines          | 16e                 | 18 février 1974  |
| Norvège (VG-lista)             | 6 semaines          | 8e                  | 18 février 1974  |
| Pays-Bas (MegaCharts)          | 2 semaines          | 8e                  | 2 février 1974   |
| Royaume-Uni (UK Albums Chart)  | 18 semaines         | 1er                 | 31 décembre 1973 |

| Pays                                  | Durée du classement | Meilleur classement | Date            |
| ------------------------------------- | ------------------- | ------------------- | --------------- |
| Écosse (Scottish Album Chart)         | 1 semaine           | 60e                 | 14 octobre 2016 |
| Royaume-Uni (UK Rock and Metal Chart) | 2 semaines          | 6e                  | 14 octobre 2016 |

### Certifications
| Pays        | Certification | Ventes    | Date       |
| ----------- | ------------- | --------- | ---------- |
| États-Unis  | Or            | 500 000 + | 08/02/1974 |
| Royaume-Uni | Or            | 100 000 + | 01/03/1974 |